# Arriasgoiti
Arriasgoiti —más comúnmente Valle de Arriasgoiti— es un valle y antiguo municipio español, ahora integrado en el de Lizoáin-Arriasgoiti, perteneciente a la comunidad foral de Navarra.

## Geografía
El municipio se veía atravesado de norte a sur por el río Erro.

## Historia
Hacia mediados del siglo XIX, el valle, por entonces con ayuntamiento propio, incluía los lugares de Aguinaga, Zaldaiz, Urricelqui, Iloz, Zalba y Zunzarren y tenía contabilizada una población de 163 habitantes. Por aquellas fechas, se lo consideraba «el mas pequeño y de los mas pobres de la prov.». Aparece descrito en el tercer volumen del Diccionario geográfico-estadístico-histórico de España y sus posesiones de Ultramar de Pascual Madoz con las siguientes palabras:

ARRIASGOITI: valle en la prov., aud. terr. y c. g. de Navarra, merind. de Sangüesa, part. jud. de Aoiz, dióc. de Pamplona: sit. en terreno montañoso con libre ventilacion, y clima muy sano. Comprende los l. de Aguinaga, Zaldaiz, Urricelqui, Iloz, Zalba y Zunzarren, y el cas. de Biorreta. Confina por N. con el valle del Erro, al E. con el de Arce, por S. con el de Lizoain, y por O. con el de Esteribar. Es el mas pequeño y de los mas pobres de la prov.; le cruza de N. á S. el r. Urroz ó Erro que desciende de las montañas del valle de su nombre; sus aguas de buena calidad sirven para el consumo doméstico de los hab., abrevadero de ganados, y para dar impulso á algunos molinos harineros. El terreno es quebrado y bastante estéril; tiene montes, donde se cria arbolado á propósito para construccion y combustible, con muchas y esquisitas yerbas de pasto: prod. trigo, cebada, avena, legumbres y poca hortaliza; mantiene ganado mular, vacuno, lanar y cabrio; caza de varias especies; y pesca de anguilas, barbos y otros peces en el espresado r.: pobl. 30 vec. 163 alm.: riqueza prod. 81,179 rs.
(Madoz, 1846, p. 16)

En 1943, se integró en el municipio de Lizoáin, cuya denominación oficial (actualmente Lizoain-Arriasgoiti) refleja desde 2008 los dos valles que lo componen.

## Demografía
| Gráfica de evolución demográfica de Arriasgoiti entre 1842 y 1940 |
| |
| Población de derecho según los censos de población del INE Población de hecho según los censos de población del INEEntre el censo de 1950 y el anterior, este municipio desaparece porque se integra en el municipio 31156 (Lizoain) en el año 1943 |